# Пэт Майн
Пэт Майн (англ. Pat Myne, род. 12 сентября 1966 года, Хантингтон-Бич, Калифорния, США) — американский порноактёр и режиссёр, лауреат премий AVN Awards и NightMoves Award, член зала славы AVN.

## Биография
Родился 12 сентября 1966 года. Настоящее имя — Бартоломью Джеймс Клиффорд (англ. Bartholomew James Clifford). Дебютировал в порноиндустрии в качестве режиссёра в 1992 году, в качестве актёра — в 1997 году (в возрасте около 31 года). Срежиссировал 336 фильмов, снялся в 1102 фильмах. В 2011 году стал членом зала славы AVN. В 2015 году перестаёт сниматься и далее занимается только режиссёрской деятельностью.
Женат в четвёртый раз: Шелби Майн (1997–2001), Сторми Дэниелс (2003–2005), Алектра Блу (2007–2010), Лаура Лиз (с 2013 года).

## Премии
- 2000 AVN Awards – лучшая групповая сцена, фильм (Nothing to Hide 3 & 4) вместе с Уэнди Найт, Брэндоном Айроном и Майклом Дж. Коксом[9]
- 2003 AVN Awards – лучшая групповая сцена, видео (Assficianado) вместе с Энджел Лонг и Джеем Эшли[10]
- 2004 NightMoves Award — лучший режиссёр (выбор редакции)[11]
- 2011 зал славы AVN[12]